# Diabetes felina

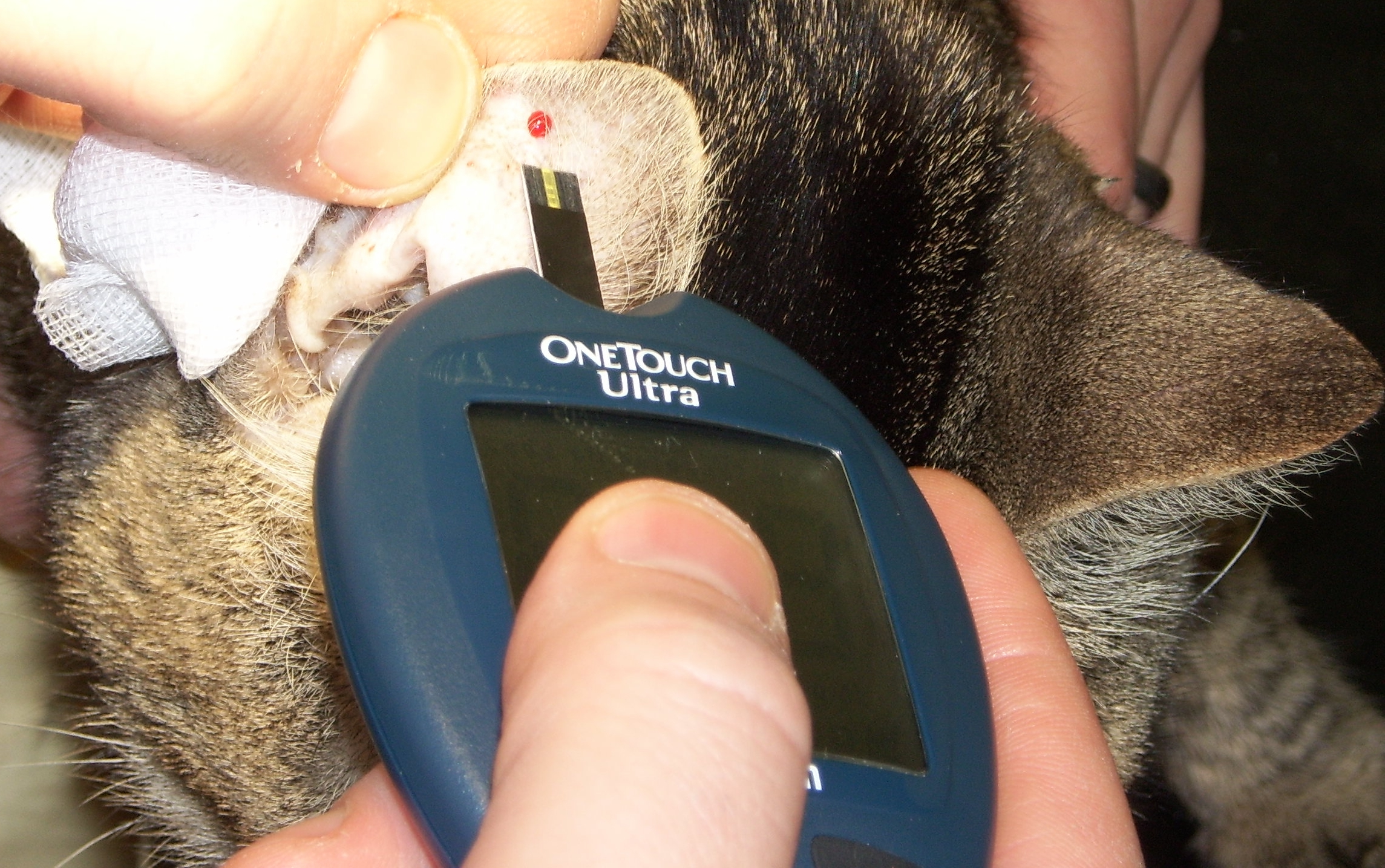
Determinación del nivel de glucemia en un gato mediante una tira reactiva

La diabetes mellitus es una enfermedad habitual en gatos que se produce por elevación en los niveles de glucosa en sangre. En los últimos años ha aumentado mucho su incidencia, probablemente por el gran número de gatos con sobrepeso. Se estima que afecta a uno de cada 200 gatos aproximadamente. Es más frecuente en animales de más de 7 años, machos, obesos y con inactividad física.
Los síntomas consisten en polidipsia (sed excesiva), polifagia (hambre excesiva) y poliuria (eliminación excesiva de orina). Es frecuente que el animal pierda peso después de un tiempo de evolución, pero inicialmente lo habitual es que el gato tenga sobrepeso u obesidad. Aunque existen varios tipos de diabetes, la mayoría de los gatos afectados padecen diabetes tipo II que se debe a la deficiencia de secreción de insulina por las células del páncreas combinada con insulinorresistencia, lo cual provoca elevación en los niveles de glucosa en sangre en ayunas y más notable después de la ingestión de alimentos. La diabetes tipo II felina es muy similar a la diabetes tipo II humana y produce las mismas complicaciones, frecuentemente se observa neuropatía diabética que afecta a las extremidades posteriores y se manifiesta por dificultad para saltar o caminar, la retinopatia diabética es causa de ceguera, en caso de descompensación aguda los síntomas consisten en letargia, vómitos, deshidratación y coma.
El diagnóstico se sospecha por los síntomas y se comprueba mediante la determinación de los niveles de glucosa en sangre que están elevados. Es preciso tener en cuenta que los resultados a veces no son totalmente fiables, pues el gato puede presentar en ocasiones hiperglucemia por estrés. El tratamiento se basa en la administración de insulina una o dos veces al día y una alimentación especial rica en proteínas y baja en hidratos de carbono, es recomendable combatir el sobrepeso controlando la ingesta y procurar que el animal realice ejercicio físico diariamente.